# 유이 레일 차량 기지

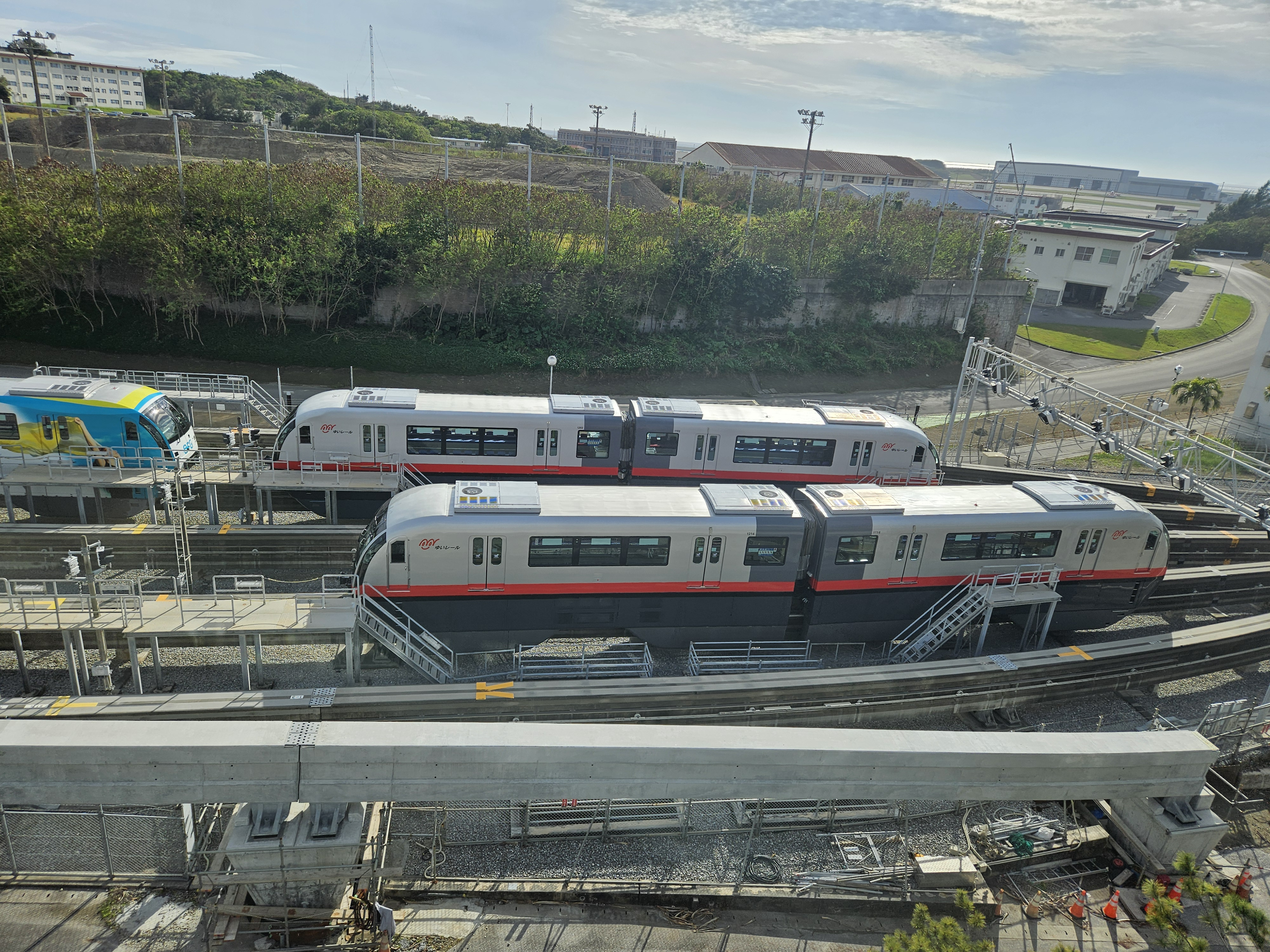

유이레일의 차량 기지는 나하 공항역 끝에 위치하고 있다.
유이 레일은 유일한 차량 기지이다.
검사: 4장
인주거: 5하지만 2 개의 구금 라인은 병렬로 중지 할 수 있다.
나하 공항역과 아카미네역 사이
나하 공항
나하 공항 역
오키나와 시 모노레일 주식회사
레스토랑 류큐 스타일
유형 1000
유이레일 홈페이지(일본어)
유이레일 홈페이지(한국어)